# Haplopappus philippii
Haplopappus philippii là một loài thực vật có hoa trong họ Cúc. Loài này được (Kuntze) H.M.Hall mô tả khoa học đầu tiên năm 1928.